# Фінал Кубка Стенлі 2004

Фінал Кубка Стенлі 2004 (англ. Stanley Cup Finals) — 112-й загалом фінал Кубка Стенлі та сезону 2003–2004 у НХЛ між командами «Тампа-Бей Лайтнінг» та «Калгарі Флеймс». Фінальна серія стартувала 25 травня в Тампі, а фінішувала 7 червня перемогою «Тампа-Бей Лайтнінг».
У регулярному чемпіонаті «Тампа-Бей Лайтнінг» фінішував першими в Східній конференції набравши 106 очок, а «Калгарі Флеймс» посіли шосте місце в Західній конференції з 94 очками.
У фінальній серії перемогу здобули «Тампа-Бей Лайтнінг» 4:3. Приз Кона Сміта (найкращого гравця фінальної серії) отримав нападник «Блискавок» Бред Річардс.

## Шлях до фіналу
| Західна конференція     |          |                   |                   |                                             |
| Стадія                  | Суперник | Суперник          | Загальний рахунок | Результати матчів                           |
| Чвертьфінал конференції | 4        | Ванкувер Канакс   | 4 : 3             | 3:5, 2:1, 1:2, 4:0, 2:1, 4:5 (ОТ), 3:2 (ОТ) |
| Півфінал конференції    | 1        | Детройт Ред Вінгз | 4 : 2             | 2:1 (ОТ), 2:5, 3:2, 2:4, 1:0, 1:0 (ОТ)      |
| Фінал конференції       | 2        | Сан-Хосе Шаркс    | 4 : 2             | 4:3 (ОТ), 4:1, 0:3, 2:4, 3:0, 3:1           |

| Східна конференція      |          |                     |                   |                                        |
| Стадія                  | Суперник | Суперник            | Загальний рахунок | Результати матчів                      |
| Чвертьфінал конференції | 8        | Нью-Йорк Айлендерс  | 4 : 1             | 3:0, 0:3, 3:0, 3:0, 3:2 (ОТ)           |
| Півфінал конференції    | 7        | Монреаль Канадієнс  | 4 : 0             | 4:0, 3:1, 4:3 (ОТ), 3:1                |
| Фінал конференції       | 3        | Філадельфія Флайєрз | 4 : 3             | 3:1, 2:6, 4:1, 2:3, 4:2, 4:5 (ОТ), 2:1 |

## Арени
| Калгарі              | Скоушабенк-Седдлдоум Амалі-аренаclass=notpageimage\| Арени фіналу Кубка Стенлі 2004 | Тампа             |
| Скоушабенк-Седдлдоум | Скоушабенк-Седдлдоум Амалі-аренаclass=notpageimage\| Арени фіналу Кубка Стенлі 2004 | Амалі-арена       |
| Місткість: 19 289    | Скоушабенк-Седдлдоум Амалі-аренаclass=notpageimage\| Арени фіналу Кубка Стенлі 2004 | Місткість: 19 204 |
|                      | Скоушабенк-Седдлдоум Амалі-аренаclass=notpageimage\| Арени фіналу Кубка Стенлі 2004 |                   |

## Серія
| 25 травня 2004 | Калгарі Флеймс | 4 : 1 (1:0, 2:0, 1:1) | Тампа-Бей Лайтнінг | Амалі-арена, Тампа |

| Протокол                                                                            | Протокол         | Протокол               | Протокол                       | Протокол |
| ----------------------------------------------------------------------------------- | ---------------- | ---------------------- | ------------------------------ | -------- |
|                                                                                     | Міікка Кіпрусофф | Голкіпери              | Микола Хабібулін (00:00-59:27) |          |
| Мартін Желіна (03:02) Джером Ігінла (35:21) Стефан Єлль (38:08) Кріс Саймон (59:40) |                  | Мартен Сан-Луї (44:13) |                                |          |
| 12 хв.                                                                              | Вилучення        | 10 хв.                 |                                |          |
| 19                                                                                  | Кидки            | 24                     |                                |          |

| 27 травня 2004 | Калгарі Флеймс | 1 : 4 (0:1, 0:0, 1:3) | Тампа-Бей Лайтнінг | Амалі-арена |

| Протокол               | Протокол                       | Протокол                                                                              | Протокол                       | Протокол |
| ---------------------- | ------------------------------ | ------------------------------------------------------------------------------------- | ------------------------------ | -------- |
|                        | Міікка Кіпрусофф (00:00-59:56) | Голкіпери                                                                             | Микола Хабібулін (00:00-59:54) |          |
| Вілле Ніємінен (52:21) |                                | Руслан Федотенко (07:10) Бред Річардс (42:51) Ден Бойл (44:00) Мартен Сан-Луї (45:58) |                                |          |
| 67 хв.                 | Вилучення                      | 68 хв.                                                                                |                                |          |
| 19                     | Кидки                          | 31                                                                                    |                                |          |

| 29 травня 2004 | Тампа-Бей Лайтнінг | 0 : 3 (0:0, 0:2, 0:1) | Калгарі Флеймс | Скоушабенк-Седдлдоум, Калгарі |

| Протокол | Протокол         | Протокол                                                      | Протокол                       | Протокол |
| -------- | ---------------- | ------------------------------------------------------------- | ------------------------------ | -------- |
|          | Микола Хабібулін | Голкіпери                                                     | Міікка Кіпрусофф (00:00-59:55) |          |
|          |                  | Кріс Саймон (33:53) Шон Донован (37:09) Джером Ігінла (58:28) |                                |          |
| 13 хв.   | Вилучення        | 23 хв.                                                        |                                |          |
| 21       | Кидки            | 18                                                            |                                |          |

| 31 травня 2004 | Тампа-Бей Лайтнінг | 1 : 0 (1:0, 0:0, 0:0) | Калгарі Флеймс | Скоушабенк-Седдлдоум |

| Протокол             | Протокол                       | Протокол  | Протокол                       | Протокол |
| -------------------- | ------------------------------ | --------- | ------------------------------ | -------- |
|                      | Микола Хабібулін (00:00-59:57) | Голкіпери | Міікка Кіпрусофф (00:00-59:14) |          |
| Бред Річардс (02:48) |                                |           |                                |          |
| 4 хв.                | Вилучення                      | 23 хв.    |                                |          |
| 24                   | Кидки                          | 29        |                                |          |

| 3 червня 2004 | Калгарі Флеймс | 3 : 2 (ОТ) (1:1, 1:0, 0:1, 1:0) | Тампа-Бей Лайтнінг | Амалі-арена |

| Протокол                                                          | Протокол                       | Протокол                                     | Протокол         | Протокол |
| ----------------------------------------------------------------- | ------------------------------ | -------------------------------------------- | ---------------- | -------- |
|                                                                   | Міікка Кіпрусофф (00:00-74:34) | Голкіпери                                    | Микола Хабібулін |          |
| Мартін Желіна (02:13) Джером Ігінла (35:10) Олег Саприкін (74:40) |                                | Мартен Сан-Луї (19:26) Фредрік Модін (40:37) |                  |          |
| 4 хв.                                                             | Вилучення                      | 4 хв.                                        |                  |          |
| 36                                                                | Кидки                          | 28                                           |                  |          |

| 5 червня 2004 | Тампа-Бей Лайтнінг | 3 : 2 (ОТ) (0:0, 2:2, 0:0, 0:0, 1:0) | Калгарі Флеймс | Скоушабенк-Седдлдоум |

| Протокол                                                         | Протокол         | Протокол                                  | Протокол                       | Протокол |
| ---------------------------------------------------------------- | ---------------- | ----------------------------------------- | ------------------------------ | -------- |
|                                                                  | Микола Хабібулін | Голкіпери                                 | Міікка Кіпрусофф (00:00-80:31) |          |
| Бред Річардс (24:17) Бред Річардс (30:52) Мартен Сан-Луї (80:33) |                  | Кріс Кларк (29:05) Маркус Нільсон (57:49) |                                |          |
| 8 хв.                                                            | Вилучення        | 10 хв.                                    |                                |          |
| 27                                                               | Кидки            | 33                                        |                                |          |

| 7 червня 2004 | Калгарі Флеймс | 1 : 2 (0:1, 0:1, 1:0) | Тампа-Бей Лайтнінг | Амалі-арена |

| Протокол             | Протокол                       | Протокол                                          | Протокол         | Протокол |
| -------------------- | ------------------------------ | ------------------------------------------------- | ---------------- | -------- |
|                      | Міікка Кіпрусофф (00:00-59:51) | Голкіпери                                         | Микола Хабібулін |          |
| Крейг Конрой (49:21) |                                | Руслан Федотенко (13:31) Руслан Федотенко (34:38) |                  |          |
| 10 хв.               | Вилучення                      | 6 хв.                                             |                  |          |
| 17                   | Кидки                          | 15                                                |                  |          |

| Володар Кубка Стенлі 2004       |
| ------------------------------- |
| Тампа-Бей Лайтнінг перший титул |

## Володарі Кубка Стенлі
| Володарі Кубка Стенлі Тампа-Бей Лайтнінг | Воротарі: Микола Хабібулін, Джон Грем Захисники: Ден Бойл, Бен Клаймер, Джессен Каллімор, Павел Кубіна, Брад Лукович, Станіслав Нецкарж, Нолан Пратт, Даррен Рамбл, Корі Сарич, Дерріл Сідор Нападники: Дмитро Афанасєнков, Дейв Андрейчук, Мартін Цібак, Кріс Дінгман, Руслан Федотенко, Венсан Лекавальє, Фредрік Модін, Ерік Перрен, Бред Річардс, Андре Руа, Мартен Сан-Луї, Корі Стіллман, Тім Тейлор Головний тренер: Джон Торторелла Генеральний менеджер: Джей Фістер |